# AAインテルナシオナル (リメイラ)
AAインテルナシオナル (ポルトガル語: Associação Atlética Internacional) 、通称インテル・ジ・リメイラ (Inter de Limeira) は、ブラジル・サンパウロ州リメイラを本拠地とするサッカークラブである。ブラジルには同名のクラブが複数存在するため、『インテル・ジ・リメイラ』と呼ばれている。またサンパウロ州の略称『SP』と組み合わせてインテル-SP (Inter-SP) と表記されることがある。

## 歴史
1913年10月2日、パス劇場 (Teatro da Paz) に集まったバロンキーニャと呼ばれるアマチュアサッカークラブのメンバーたちは、自分たちのクラブをプロ化することを決定し、メンバーと準メンバーが支払う月謝を取り決めた。
1913年10月5日、AAインテルナシオナルが公式に創設された。クラブ名はサンパウロにあったSCインテルナシオナル（現存するポルト・アレグレのSCインテルナシオナルとは別のクラブ）から採られた。一部のファンによれば、クラブ名はリメイラにあるドイツ系、イタリア系、日本系、ポルトガル系といった移民コミュニティへの敬意を表したものだという。
1926年、最初のタイトルとなるサンパウロ内陸部カップに優勝した。
1982年、カンピオナート・ブラジレイロ・セリエAに初参戦し、23位となった。
1986年、ペペ監督に率いられたチームはカンピオナート・パウリスタに優勝した。これは内陸部 (Interior) のクラブによる初めての優勝だった。準決勝ではサントスFC、決勝ではパルメイラスを退けた。
1988年にはカンピオナート・ブラジレイロ・セリエBに優勝して初めての全国タイトルを獲得、翌年には、セリエAに昇格した。

## スタジアム
ホームスタジアムはエスタジオ・マジョール・ジョゼ・レヴィー・ソブリーニョ(通称：リメイロン)。1977年開場で、収容人数は18,000人である。

## タイトル
- カンピオナート・ブラジレイロ・セリエB：1回
  - 1988

- カンピオナート・パウリスタ：1回
  - 1986

- カンピオナート・パウリスタ・セリエA2：3回
  - 1978, 1996, 2004

- カンピオナート・パウリスタ・テルセイラ・ジヴィゾン：1回
  - 1966

- カンピオナート・パウリスタ・ド・インテリオール：3回
  - 1926, 1947, 1978

## 歴代監督
- ペペ 1983, 1986-1987, 1989, 1996
- ネルシーニョ・バプティスタ 1986-1987
- ジョゼ・テイシェイラ 1990

## 歴代所属選手
- エデル 1985
- パウロ・イジドーロ 1991

- シーラス 2003-2006
- ジョアン・パウロ 2004